# نیروگاه هسته‌ای کرواس
نیروگاه هسته‌ای کرواس (به فرانسوی: Centrale nucléaire de Cruas) یک نیروگاه هسته‌ای در فرانسه است که در کرواس واقع شده‌است.